# 엄마의 바다
《엄마의 바다》는 1993년 5월 15일부터 같은 해 12월 26일까지 방영된 문화방송 주말연속극이다.

## 소개
갑작스런 가장의 죽음으로 경제적 빈곤과 삶의 방향을 상실한 채 세상에 내동댕이쳐진 한 가족.
생활능력이 전혀 없는 나약한 여자에서 굳센 어머니로 변모하는 엄마하고, 성실한 큰딸하고 신세대 젊은이 둘째딸 등 온실 속 화초 같던 네 자녀가 생활고를 온몸으로 느끼며 차갑고 냉정한 사회에 서서히 적응해 나가는 애환을 그린 홈 멜로드라마이다.

## 출연
- 김정국(김재서) : 영희 장남, 재수생
- 이춘교(김준서) : 영희 차남(막내)
- 권기선(박순희) : 영희의 동생
- 박근형(김대봉) : 중소기업체 운영자
- 노영국(김오남) : 김 사장의 회삿돈을 빼돌린 운전수
- 조형기(정 서방)
- 송경희(인자)
- 전원주
- 정영숙(김정옥)
- 김혜자(박영희)
- 고현정(김영서)
- 허준호(이강재) : 이동재 동생
- 고소영(김경서)
- 이창훈(윤상규)
- 독고영재(최승주)
- 최민수(이동재)
- 박영지(박 사장)
- 김나운(주영) : 영서의 친구
- 이건우, 오정운, 이승훈, 인서, 문혁, 유식, 양택조, 김은수, 정욱, 신귀식, 신복숙, 윤석오, 한석규

## 결방
- 1993년 12월 4일 : 6시 10분부터 특집 <다시 뛰는 작은 거인들> 1~3부 편성으로 인해 결방

## 2회 연속 방영
- 1993년 12월 5일 : 59회, 60회 연속 방송

## 수상
- 1994년 제30회 백상예술대상
  - TV부문 대상 : 박철
  - TV부문 작품상(드라마)
  - TV부문 연출상 : 박철
  - TV부문 극본상 : 김정수
- 1994년 제21회 한국방송대상
  - TV프로듀서상 : 박철 (해당 작품 外)

## 참고 사항
- 10년간 《전원일기》를 집필하였던 작가 김정수가 각본을 담당하였다. 가족간의 따뜻한 사랑을 그린 작품이다.[1]
- 평균 50%에 육박하는 높은 시청률과 차분한 내용으로 관심을 모았던 인기 드라마였다.[2]
- 당초 93년 가을개편 때 종영 예정이었으나 후속작 캐스팅 문제 등을 고려한 것과 기대 이상의 성과에 힘입어 연말까지 연장방영했다.
- 임주리의 '립스틱 짙게 바르고'가 배경음악으로 삽입되면서 해당 곡은 발매 6년 만에 큰 인기를 누렸다.[3]
- 박철 PD는 2020년 7월 13일 숙환으로 별세하였다.
- 최민수가 캐스팅 되자 캐스팅 조건으로 허준호하고 독고영재의 동반 캐스팅을 내걸었다. 이들은 각자의 아버지들부터 대를 이어서 친구지간인 사이이다.